# Archand Bagsit
Archand Christian Dimaano Bagsit (Baguio, 23 dicembre 1990) è un velocista filippino.

## Biografia
Compie il suo debutto per la nazionale di atletica filippina nella stagione 2011.
La stagione del 2017 inizia con un nuovo record nazionale; a giugno, nel corso di un meeting ad Hong Kong, segna il primato nazionale di 39"96 nella staffetta 4×100 metri assieme a Patrick Unso, Anfernee Lopena e Trenten Beram.
Nell'agosto dello stesso anno vola a Kuala Lumpur in occasione dei XXIX Giochi del Sud-est asiatico; il pomeriggio del 23 agosto raggiunge di un soffio la finali dei 200 metri piani con un miglior personale da 21"50, giungendo quarto dietro a Jirapong Meenapra (21"29), Muhd Noor Firdaus (21"39) e Thevarr Gunasegaran (21"42). Nella finale, quella stessa sera, si deve accontentare di un settimo posto in 21"74 in una gara che vede il dominio del connazionale Trenten Beram. Due giorni dopo arriva la vittoria di un bronzo nella staffetta 4×100 metri in 39"11 (tempo da nuovo primato nazionale), con un quartetto composto da Anfernee Lopena, Eric Cray, Trenten Beram e lo stesso Bagsit in seconda frazione. Il 26 agosto è il turno della staffetta 4×400 metri: vista l'assenza per forfait dei velocisti di punta Cray e Beram, le Filippine gareggiano con un quartetto formato da Bagsit, Edgardo Alejan Jr., Michael Carlo del Prado ed Aries Toledo (quest'ultimo proveniente dal decathlon). Dopo aver respinto un disperato attacco della Malesia nell'ultimo tratto, la squadra riesce a cogliere una medaglia di bronzo in 3'08"42, dietro a Thailandia (3'07"25) e Vietnam (3'07"40).

## Record nazionali

### Seniores
- Staffetta 4×100 metri: 39"11 ( Kuala Lumpur, 25 agosto 2017) (Anfernee Lopena, Archand Bagsit, Eric Cray, Trenten Beram)

## Palmarès
| Anno | Manifestazione              | Sede         | Evento      | Risultato  | Prestazione | Note                          |
| ---- | --------------------------- | ------------ | ----------- | ---------- | ----------- | ----------------------------- |
| 2011 | Giochi del Sud-est asiatico | Giacarta     | 400 m piani | Argento    | 47"71       |                               |
| 2011 | Giochi del Sud-est asiatico | Giacarta     | 4×400 m     | Oro        | 3'11"16     |                               |
| 2013 | Campionati asiatici         | Pune         | 400 m piani | Semifinale | 47"93       |                               |
| 2013 | Campionati asiatici         | Pune         | 4×400 m     | 5º         | 3'10"86     |                               |
| 2013 | Giochi del Sud-est asiatico | Naypyidaw    | 400 m piani | Oro        | 47"22       |                               |
| 2013 | Giochi del Sud-est asiatico | Naypyidaw    | 4×400 m     | Oro        | 3'09"32     |                               |
| 2014 | Giochi asiatici             | Incheon      | 400 m piani | Semifinale | 47"56       |                               |
| 2014 | Giochi asiatici             | Incheon      | 4×400 m     | Batteria   | 3'11"67     |                               |
| 2015 | Giochi del Sud-est asiatico | Singapore    | 400 m piani | Batteria   | 48"78       |                               |
| 2015 | Giochi del Sud-est asiatico | Singapore    | 4×400 m     | Argento    | 3'06"84     |                               |
| 2016 | Campionati asiatici indoor  | Doha         | 400 m piani | Batteria   | 50"20       | Miglior prestazione personale |
| 2017 | Giochi del Sud-est asiatico | Kuala Lumpur | 200 m piani | 7º         | 21"74       |                               |
| 2017 | Giochi del Sud-est asiatico | Kuala Lumpur | 4×100 m     | Bronzo     | 39"11       | Record nazionale              |
| 2017 | Giochi del Sud-est asiatico | Kuala Lumpur | 4×400 m     | Bronzo     | 3'08"42     |                               |